# 森木塞姆千佛洞
森木塞姆千佛洞，也称森木塞姆石窟，是一处座落于新疆维吾尔自治区阿克苏地区库车市的现存位置最东的从晋代发展到宋代的龟兹风格石窟群。

## 地理位置
森木塞姆千佛洞座座落于库车县东北方40千米左右的牙哈乡克日西村。位于却勒塔格山口，距离苏巴什佛寺约15千米。

## 千佛洞介绍
森木塞姆千佛洞分布直径大概八百米，共52个石窟。其中中心柱窟22个，方形窟21个，大像窟2个，僧房窟1个，其他的石窟都已损毁，无法辨明其窟形。按地理位置可分为东、西、南、北、中五个区域，其中中区重要为地面寺的遗迹。
森木塞姆千佛洞根据时代表现出龟兹风格的形制以及龟兹风格、中原汉文化风格和高昌回鹘风格的壁画风格。森木塞姆千佛洞大体可分为南北朝时期（公元4世纪-5世纪）的早期、隋唐时期（6世纪-7世纪）的中期以及8世纪以后的高昌回鹘时期的晚期。其中早期主要以中心柱窟和方形窟为主。壁画内容反应上座部佛教思想。中期开凿大像窟，石窟有预留岩体的荼毗台，内容为“本生故事及佛本行经变”。晚期石窟出现回鹘风格，绘有佛本生故事连环画并伴有龟兹文的题记。森木塞姆方形窟的用花瓣组成八角形并层层相叠中间有一穹窿的“莲华套斗顶”与其他龟兹石窟形式都不一样。目前大部分石窟已经遭到损毁。就用途来说还有一点与其他龟兹石窟不一样的是，森木塞姆千佛洞主要由礼拜窟构成，僧房窟很少，没有禅定窟。关于颜料技术，学者对相关壁画进行分析，认为颜料有由氯铜矿和孔雀石混合而成的绿色，除此之外，草酸铜也是颜料的组成部分。

## 历史考察及保护
- 1909年底，由俄国东方学者谢尔盖·奧登堡带队的奥登堡第一次俄国突厥斯坦探险由库车来到此地发掘并将部分文物带回俄国，存于埃尔米塔日博物馆[7]。

- 1913年6月至9月，由阿尔伯特·冯·勒柯克带队，特奥多尔·巴特斯（英语：Theodor Bartus）、艾伯特·格鲁韦德尔（英语：Albert Grünwedel）参加的德国吐鲁番第四次探险队来到此地并发掘出大量文物[8]。

- 1992年10月，龟兹石窟研究所考古室对此地进行实地考察[1]。

- 1996年11月20日被列入第四批全国重点文物保护单位。

- 2011年，投资670万元的森姆塞姆千佛洞除险加固工程完工[9]。